# 1935 في كندا
فيما يلي قوائم الأحداث التي وقعت خلال عام 1935 في كندا.

## سياسة

### تعيين في المنصب
- 23 أكتوبر – ويليام كينج رئيس وزراء كندا.

### انتهاء فترة المنصب
- 22 أغسطس – جون إدوارد براونلي عضو الجمعية التشريعية ألبرتا.

## مواليد

### يناير
- 1 يناير – أرت جونز لاعب هوكي جليد كندي.

### أبريل
- 25 أبريل – جيم بيبلز عالم فلك أمريكي.

### يوليو
- 17 يوليو – دونالد سثرلاند ممثل كندي.

### سبتمبر
- 14 سبتمبر – لوك دوراند ممثل كندي.

### ديسمبر
- 11 ديسمبر – بيل سميث سياسي كندي.

## وفيات

### مايو
- 13 مايو – كلارنس جيلدارت (مواليد 1867) ممثل أمريكي.

### أكتوبر
- 9 أكتوبر – جون كانينغهام ماكلينن (مواليد 1867) فيزيائي كندي.

### ديسمبر
- 15 ديسمبر – فرانك هنري كوني (مواليد 1872) سياسي أمريكي.